# Lafoea fruticosa
Lafoea fruticosa är en nässeldjursart som beskrevs av Sars 1851. Lafoea fruticosa ingår i släktet Lafoea och familjen Lafoeidae. Arten är reproducerande i Sverige. Inga underarter finns listade i Catalogue of Life.